# Resolución 356 del Consejo de Seguridad de las Naciones Unidas
La resolución 356 del Consejo de Seguridad de las Naciones Unidas, adoptada por unanimidad el 12 de agosto de 1974, después de examinar la solicitud de  Guinea-Bisáu para la membresía en las Naciones Unidas, el Consejo recomendó a la Asamblea General que Guinea-Bisáu fuese admitida.